# Swalin
Swalin (Svalinn) is het schild uit de Noordse mythologie dat tussen de zon (de godin Sól) en de aarde in staat.
In de Edda valt te lezen:
| Svalinn heitir, hann stendr sólu fyrir, skjöldr, skínanda goði; björg ok brim, ek veit, at brenna skulu, ef hann fellr í frá. Grímnismál 38, Versie van Guðni Jónsson | Swalin heet staand voor de zon, het schild van de stralende zon; bergen en branding verbranden tot as als het schutterende schild zou vallen. Grímnismál 36, Versie van Dr. Jan de Vries | De Koeler heet het schild van de schijnende god, dat staat voor de zon. Bergen en branding vliegen in brand als dit omlaag valt. Grímnismál 38, Versie van Marcel Otten |  |